# Mont Mackintosh
Le mont Mackintosh est une montagne du chaînon Eisenhower, le plus septentrional de la chaîne du Prince-Albert, dans la chaîne Transantarctique en Antarctique.
Il a été découvert en 1841 par l'expédition Erebus et Terror de James Clark Ross et exploré lors de l'âge héroïque de l'exploration en Antarctique. Il fut baptisé en l'honneur d'Æneas Mackintosh qui fut membre des expéditions Nimrod (1907–1909) et Endurance (1914–1917), perdant sa vie dans cette dernière.